# Bot inflable volador

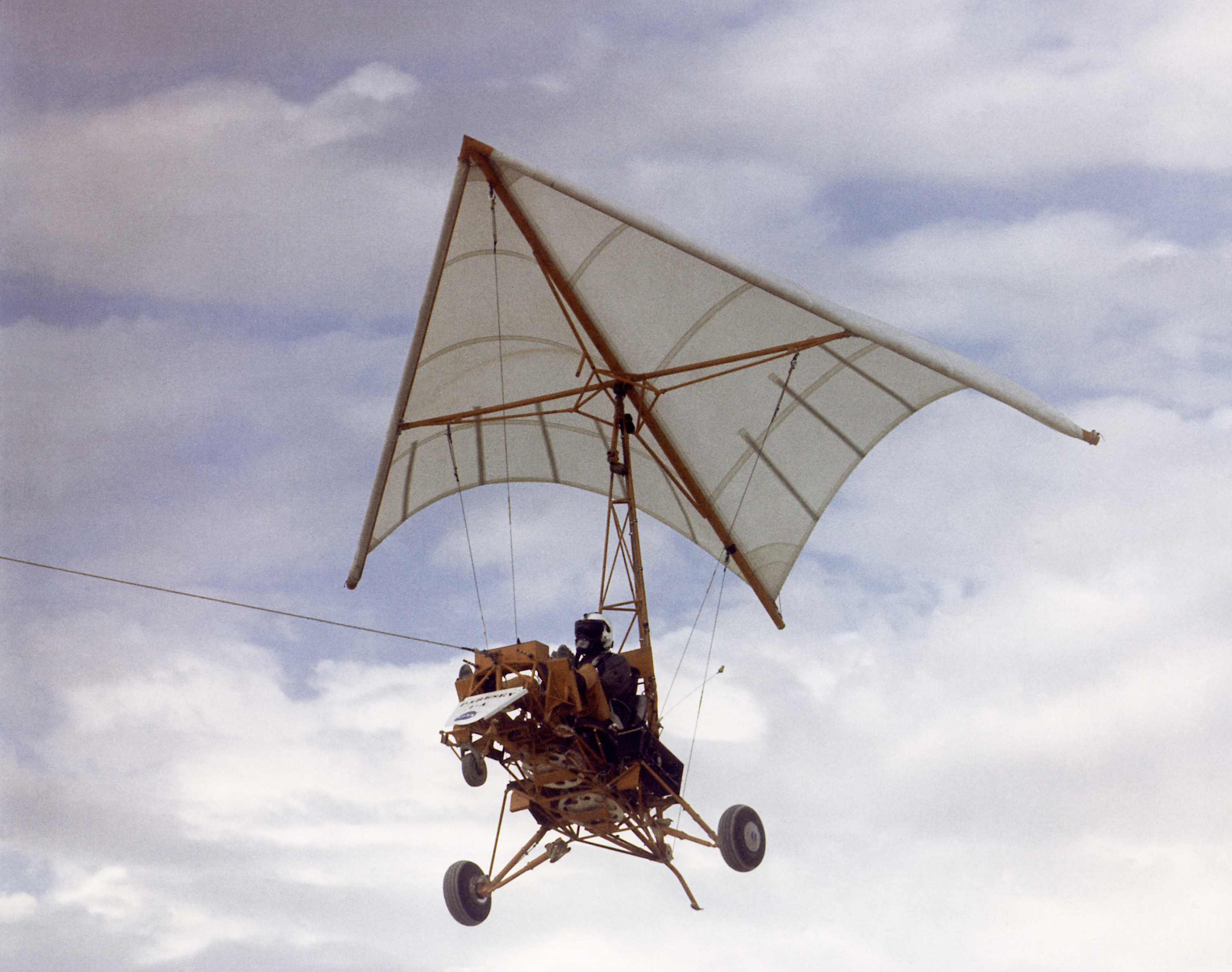
Ala Rogallo Paresev de la NASA en vol amb cable de remolc.

Un bot inflable volador és una embarcació lleugera composta per una llanxa pneumàtica amb una ala delta autopropulsada acoblada a la seva quilla. Aquestes embarcacions, anomenades també zodiac, que estan fetes de tubs de goma inflables per tenir flotabilitat i són molt populars per la seva facilitat de transport i emmagatzematge, a part de la seva versatilitat en diferents cossos d'aigua.

## Característiques

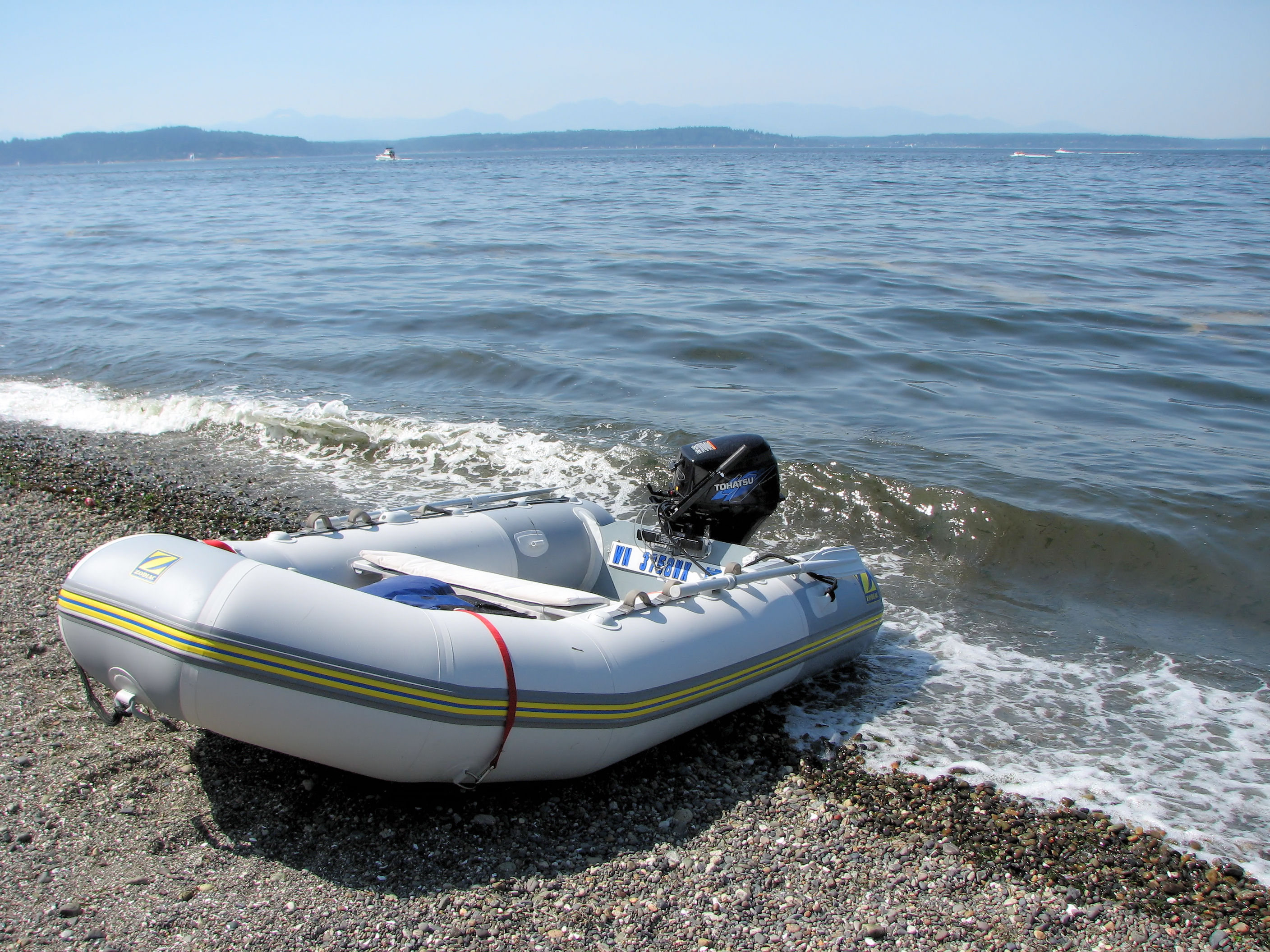
Una llanxa de la marca Zodiac a la platja

### Bot inflable
1. Materials de Construcció: Les embarcacions pneumàtiques estan fetes de materials resistents com PVC o Hypalon, que proporcionen durabilitat i resistència a les condicions marines.
2. Portabilitat: Es poden desinflar i guardar en bosses compactes, cosa que en facilita el transport i l'emmagatzematge.
3. Usos Comuns: Són utilitzades en una varietat d'aplicacions, des de rescats d'emergència fins a activitats recreatives com pesca i busseig.

### Ala delta motoritzada
La innovació més recent en el disseny d'embarcacions pneumàtiques és la incorporació d'una ala delta, que permet volar l'embarcació. Aquesta embarcació voladora és capaç de combinar navegació aquàtica amb vol, ampliant significativament les seves capacitats i aplicacions.

## Estructura i funcionament
1. Ala Delta: Una ala en forma delta s'adjunta a l'embarcació, proporcionant sustentació aerodinàmica. L'ala és lleugera però resistent, dissenyada per suportar les tensions del vol.
2. Propulsió: Equipades amb un motor d'hèlix que no només impulsa l'embarcació a l'aigua, sinó que també proporciona la força necessària per a l'enlairament i el vol.
3. Sistema de Control: El pilot controla la direcció i l'altitud mitjançant un sistema de cables i politges connectats a l'ala delta i al motor de l'hèlix.

## Aplicacions
1. Rescat i Emergència: Perfecta per a missions de cerca i rescat en àrees inaccessibles per terra.
2. Exploració i Ciència: Ideal per a exploracions científiques en regions remotes i poc explorades.
3. Esport i Recreació: Ofereix una experiència emocionant per als entusiastes dels esports aquàtics i aeris.

## Seguretat i regulacions
Com qualsevol vehicle aeri i aquàtic, aquestes embarcacions requereixen una formació adequada per al seu maneig segur. A més, han de complir les regulacions nacionals i internacionals per a navegació i aviació.

## Casos detectats a les Canàries
La Guàrdia Civil a les Illes Canàries va detectar diversos casos d'embarcacions pneumàtiques amb capacitat de vol que no estan homologades a Espanya. Aquestes embarcacions, encara que innovadores, presenten riscos significatius si no s'utilitzen correctament i no compleixen les normatives de seguretat establertes.